# Wolfi Landstreicher
Wolfi Landstreicher le nom de plume d'un théoricien anarchiste américain contemporain. Il est l'éditeur du journal anarchiste Willfill Disobedience et s'occupe de la distribution de Venomous Butterfly. Wolfi est un partisan de l'anarchisme insurrectionnel. Il a précédemment édité sous le nom de plume Feral Faun.